# Liaison entre actions de développement de l'économie rurale
 (mars 2020).
Si vous disposez d'ouvrages ou d'articles de référence ou si vous connaissez des sites web de qualité traitant du thème abordé ici, merci de compléter l'article en donnant les références utiles à sa vérifiabilité et en les liant à la section « Notes et références ».

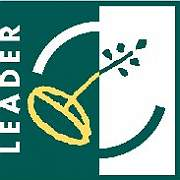
Logotype du Leader : carré bipartite vert et blanc, une graine en train de germer

Leader (pour Liaison entre actions de développement de l'économie rurale) est une initiative de l'Union européenne pour soutenir des projets de développement rural lancés au niveau local afin de revitaliser les zones rurales et de créer des emplois. Elle est alimentée par le Fonds européen agricole pour le développement rural (Feader).

## Historique
Leader + est la troisième phase de cette initiative, à l'œuvre sur la période 2000-2006. Il fait suite à Leader I et Leader II.
Leader PAC a été la programmation en œuvre sur la période 2007-2013. Le programme Leader suivant s'étale sur la période 2014-2020.

## Fonctionnement et objectifs
Les projets Leader + sont gérés par des groupes d'action locale (GAL). Chaque projet doit concerner une zone rurale assez réduite, d'une population comprise entre 10 000 et 100 000 habitants. En France, l'ensemble du territoire national est éligible à l'exception des aires urbaines de plus de 50 000 habitants. La France compte 140 groupes d'action locale.
Leader + a trois objectifs :
- favoriser des expérimentations en matière de développement rural ;
- soutenir la coopération entre les territoires ruraux : plusieurs GAL pourront mettre en commun leurs ressources ;
- mettre en réseau les territoires ruraux : il s'agit de partager ses expériences et son savoir-faire en matière de développement des territoires ruraux par la constitution de banques de données, publications et par tous modes d'échange d'information.

Les régions ont la charge de mettre à jour régulièrement les conditions d’application du programme. 

## Financement
Le budget total pour l'ensemble de la période (2000-2006) dans l'Europe des 25 est de 5,05 milliards d'euros. Un peu plus de 2 milliards d'euros proviennent du Fonds européen d'orientation et de garantie agricole (Feoga).